# Schoenlandella bifoveata
Schoenlandella bifoveata är en stekelart som först beskrevs av Cameron 1912.  Schoenlandella bifoveata ingår i släktet Schoenlandella och familjen bracksteklar. Inga underarter finns listade i Catalogue of Life.